# غلوريا راسيل
غلوريا راسيل (بالإنجليزية: Gloria Russell)‏ هي منافسة ألعاب القوى أمريكية، ولدت في 24 يناير 1912، وتوفيت في 1963.

## وصلات خارجية
- غلوريا راسيل على موقع أوليمبيديا (الإنجليزية)